# パリ、それは悲しみのソナタ
宝塚ミュージカル・ロマン『パリ、それは悲しみのソナタ』（パリ、それはかなしみのソナタ）は、宝塚歌劇団のミュージカル作品。宝塚は16場、東京は20場。
作・演出は植田紳爾。月組公演。
併演作品は『ラ・ノスタルジー』。

## 概要
※『宝塚歌劇100年史（舞台編）』の宝塚大劇場公演を参考にした。
パリとモナコを舞台に、暗黒街に生きる若者の兄弟愛を描いた作品。

## あらすじ
※『宝塚歌劇100年史（舞台編）』の宝塚大劇場公演を参考にした。
政界の黒幕の下、危険な仕事をするジェフは殺人現場を目撃するが、かつて彼に助けられた旅芸人一座のジジが嘘の証言をしてジェフを助ける。しかし、ジェフは組織から追放されてしまう。傷心の彼に追い打ちをかけたのは恋人エバの裏切りだった。ジジとモナコで再出発ジェフの許に、弟ローランが兄の本当の姿を知り、エバに誘惑されて悪の道に手に染めたとの知らせがあった…。

## 公演期間と公演場所
- 1986年11月14日 - 12月23日（新人公演：11月28日） 宝塚大劇場
- 1987年3月4日 - 3月30日（新人公演：3月10日） 東京宝塚劇場

## スタッフ
※氏名の後ろに「宝塚」、「東京」の文字がなければ両公演共通。
- 作曲・編曲：寺田瀧雄
- 音楽指揮：岡田良機（宝塚）、北沢達雄（東京）
- 振付：羽山紀代美、黒瀧月紀夫
- 擬闘：金田治
- 装置：渡辺正男
- 衣装：静間潮太郎
- 照明：今井直次
- 小道具：上田特市
- 効果：扇野信夫
- 音響監督：松永浩志
- 演技監督：美吉左久子
- 演出助手：谷正純、日比野桃子
- 舞台進行：西原徳充
- 製作担当：長谷山太刀夫（東京）
- 制作：山田謙治

## 主な配役
本公演
- ジェフ・コステロ - 剣幸
- エバ - こだま愛
- ローラン・コステロ - 涼風真世
- ポール・ブラッタリー - 郷真由加
- ジジ - 春風ひとみ
- ロベール・エンリコ - 桐さと実
- シュバルツ・ジョバンニ - 汝鳥伶
- フランソワ・ジョバンニ - 邦なつき
- ローザ・ジョバンニ - 朝凪鈴
- メルケス - 未沙のえる
- オリビエ・ラファルジュ - 愛川麻貴
- ロジータ - 富美さやか

新人公演（宝塚公演）
- ジェフ - 涼風真世
- エバ - 朝凪鈴
- ローラン - 若央りさ
- ポール刑事 - 久世星佳
- ロベール刑事 - 八汐祐季
- ジジ - 並樹かおり
- シュバルツ - 波音みちる
- フランソワ - 舞希彩
- ローザ - 羽根知里
- メルケス - 穂高つゆき
- オリビエ - 轟悠
- ロジータ - 檀ひとみ

新人公演（東京公演）
- ジェフ - 涼風真世
- エバ - 朝凪鈴
- ローラン - 若央りさ
- ポール刑事 - 久世星佳